# Florence Henri
Florence Henri (New York, 28 giugno 1893 – Compiègne, 24 luglio 1982) è stata un'artista franco-svizzera che si è principalmente concentrata sulla fotografia e sulla pittura, oltre che alla composizione pianistica.
Nella sua infanzia, viaggiò in tutta Europa, trascorrendo parte della sua giovinezza a Parigi, Vienna e nell'Isola di Wight. Studiò a Roma, dove incontrò i futuristi, trovando ispirazione nel loro movimento. Dal 1910 al 1922 studiò pianoforte a Berlino, sotto la guida di Egon Petri e Ferruccio Busoni. Si ritrovò bloccata nel continente a Berlino durante la prima guerra mondiale, sostentandosi componendo brani di pianoforte per film muti. Tornò a Parigi nel 1922, per frequentare l'Académie André Lhote, e vi partecipò fino alla fine del 1923. Dal 1924 al 1925 studiò con i pittori Fernand Léger e Amédée Ozenfant all'Académie Moderne. La formazione artistica più importante di Henri avvenne nel Bauhaus di Dessau, nel 1927, dove studiò con i maestri Josef Albers e László Moholy-Nagy, che la introdussero al medium della fotografia. Ritornò a Parigi nel 1929 dove iniziò a sperimentare e a lavorare con la fotografia fino al 1963. Infine si trasferì a Compiègne, dove concentrò le sue energie sulla pittura fino alla fine della sua vita nel 1982. Il suo lavoro comprende fotografia sperimentale, pubblicità e ritratti, molti dei quali hanno rappresentato altri artisti dell'epoca.

## Biografia
Florence Henri nacque a New York da padre francese e madre tedesca. Dopo la morte della madre nel 1895, Henri e suo padre iniziarono a viaggiare a causa del suo lavoro come direttore di una compagnia petrolifera. Henri iniziò a studiare musica a Parigi all'età di nove anni. Nel 1906, Henri e suo padre si stabilirono sull'isola di Wight in Inghilterra dove suo padre morì nel 1908. Dopo la morte del padre, Henri andò a vivere a Roma con Gino Gori, un poeta che introdusse Henri ai movimenti artistici d'avanguardia.
Nel 1912 o 1913 Henri si trasferì a Berlino per continuare i suoi studi musicali con il pianista-compositore Ferruccio Busoni. In Germania fu influenzata dal modello della Neue Frau ("Donna Nuova"), spingendola a rappresentarsi con un'identità sessuale fluida. Quando scoppiò la prima guerra mondiale nel 1914, Henri rimase bloccata a Berlino con il suo salario congelato. Per guadagnarsi da vivere, Henri sfruttò il suo background da pianista e compose musica per film muti. Dopo aver visitato l'Accademia delle Arti di Berlino, Henri decise di dedicarsi alla pittura invece della musica. Durante questo periodo, Henri si concentrò sullo studio di figure e sui paesaggi. Durante questo periodo, incontrò il critico e storico dell'arte ebreo tedesco Carl Einstein che ne divenne un mentore e un caro amico fino alla sua morte nel 1940. Dopo la prima guerra mondiale, Henri studiò con artisti come Johann Walter-Kurau e Vasily Kandinsky.
Nel 1924 Henri decise di trasferirsi a Parigi ma ebbe difficoltà a ottenere i permessi per vivere in Francia. Il 18 giugno 1924 Henri sposò Karl Anton Koster a Lucerna. Fu un matrimonio di convenienza per Henri, per ottenere il permesso di risiedere in Francia. Koster e Henri avrebbero divorziato nel 1954.

### Formazione
Studiò prima all'Académie Montparnasse, poi nel 1925 Florence Henri si iscrisse all'Académie Moderne per studiare con Fernand Léger e Amédée Ozenfant. Nell'estate del 1925, il pittore polacco Victor Yanaga Poznanski organizzò l'"Exposition International. L'Art d'Aujourd'hui". Fu la prima mostra internazionale di arte d'avanguardia a Parigi dalla prima guerra mondiale. Oltre a Henri, altri artisti della mostra includevano Piet Mondrian, Paul Klee e Pablo Picasso. Dopo aver esposto opere all'Exposition de l'Académie Moderne alla Galerie Aubier nel marzo 1927, Henri si iscrisse al Bauhaus di Dessau, dove avrebbe studiato pittura con Josef Albers.

### Carriera
Il lavoro di Florence Henri ha occupato un posto centrale nel mondo della fotografia d'avanguardia alla fine degli anni '20. Divenne membro del collettivo Cercle et Carré nel 1929. Al Bauhaus, Henri incontrò László Moholy-Nagy e si iscrisse al suo corso estivo di fotografia. Si trasferì a casa di Moholy-Nagy e divenne un'amica intima di sua moglie Lucia Moholy che la incoraggiò a dedicarsi alla fotografia.
Nel 1928 abbandonò la pittura e nel 1929 aprì il proprio studio come fotografa freelance professionista.
Uno dei suoi autoritratti fu pubblicato da Moholy-Nagy in i10 Internationale Revue. Le sue fotografie in bianco e nero si rifacevano infatti al Neues Sehen ("Nuova Visione") del suo maestro. La critica di Moholy-Nagy riconosce che le sue fotografie soddisfano il principio dello "straniamento" in cui "i riflessi e le relazioni spaziali, le sovrapposizioni e le penetrazioni vengono esaminate da un nuovo angolo di prospettiva". Molte delle sue fotografie incorporavano specchi; Henri usava specchi per le proprie auto-drammatizzazioni, in lavori commerciali e per realizzare ritratti di amici come Jean Arp, Petra Van Doesbur, Sonia Delaunay, Wassili Kandinsky, Fernand Léger e Margarete Schall.
Nel 1930 espose all'Esposizione Internazionale "Das Lichtbild" The Photograph a Monaco di Baviera. L'anno dopo espose gli scatti alla mostra "Foreign Advertising Photography" a New York. Il suo lavoro venne paragonato a quello dei fotografi Man Ray, László Moholy-Nagy e Adolphe Baron de Mayer, nonché al vincitore del primo premio alla mostra e direttore del Bauhaus, Herbert Bayer. Così si unì ai ranghi delle icone delle avanguardie di questo periodo. L'importanza del suo lavoro fu riconosciuta in mostre personali e pubblicazioni su varie riviste, tra cui NZ Wochenschau. Realizzò una serie di fotografie della ballerina Rosella Hightower.
Dopo aver aperto il suo studio di ritrattistica a Parigi nel 1928, nel 1930 teneva corsi propri che avevano come studenti futuri fotografi di successo come Gisèle Freund e Lisette Model.
Con l'avvicinarsi della seconda guerra mondiale e dell'occupazione dei nazisti, ci fu un notevole declino nel suo lavoro fotografico che sarebbe stato considerato arte degenerata. I materiali fotografici sarebbero diventati sempre più difficili da ottenere e Florence Henri tornò alla pittura astratta fino alla sua morte negli anni '80.

## Opere
Il lavoro di Henri fu ispirato dalle avanguardie artistiche, tra cui il costruttivismo e il cubismo. Nelle sue fotografie è caratteristico l'uso degli specchi; uno dei suoi scatti più celebri è un autoritratto con uno specchio e due palle. Molti suoi soggetti erano tipicamente femminili o nature morte.
L'uso di linee e dettagli deriva dal movimento della Neues Sehen di Albert Renger-Patzsch.

## Accoglienza
Il suo lavoro fu rivalutato durante il femminismo negli anni Settanta del Novecento e portò alla prima mostra personale dopo quattro decenni nel 1974, il che diede il via a una serie di mostre personali e collettive con artiste dell'epoca.

## Mostre (parziali)
- Film und Foto, Stuttgart, 1929[2]
- Das Lichtbild, Monaco, 1931[2]
- Florence Henri, aspetti di un percorso, 1910-1940, Genova, Palazzo Spinola-Gambaro, 1979 (a cura di Giuseppe Marcenaro)
- L’altra metà dell’avanguardia 1910-1940. Pittrici e scultrici nei movimenti delle avanguardie storiche, sez. Cercle et Carré, Milano, Palazzo Reale, 1980 (a cura di Lea Vergine)
- Florence Henri: Artist-Photographer of the Avant-Garde, San Francisco, Museum of Modern Art, 1990-91
- Florence Henri, Fotografie 1927-1938, Lugano, Museo Cantonale d'Arte, 1991/92 (a cura di M.Franciolli, G.B. Martini, A.Ronchetti)
- LIX Esposizione internazionale d'arte di Venezia, sezz. La culla della strega e La seduzione di un cyborg, Venezia, 2022 (a cura di Cecilia Alemani)[7]